# Empires: Dawn of the Modern World
Empires: Dawn of the Modern World (en español, comercializado con el título Empires: Los albores de la era moderna) es un videojuego de
estrategia para Microsoft Windows basado en la historia en tiempo real desarrollado por Stainless Steel Studios y lanzado el 21 de octubre de 2003. Considerado como una secuela no oficial de Empire Earth, el juego consiste en que los jugadores recolecten recursos para construir un imperio, entrenen a las unidades militares y conquisten las civilizaciones enemigas.
Basado en una versión ligeramente comprimida de Empire Earth, Empires abarca cinco épocas, desde la Edad Media hasta la Segunda Guerra Mundial. El juego cuenta con nueve civilizaciones: por un lado, Inglaterra, los francos, Corea y China (todas ellas jugables en la tres primeras épocas, entre la Edad Media y la Edad Imperial); por otro, Francia, Estados Unidos, Unión Soviética, Alemania y el Reino Unido, que abarcan las dos edades restantes (Primera Guerra Mundial y Segunda Guerra Mundial). El juego atrajo una reacción de crítica positiva.
En 2009, Activision puso fin a su contrato con el servidor multijugador de GameSpy, y jugar en línea es ahora una actividad no oficial proporcionada por GameRanger.

## Jugabilidad
Como juego de estrategia en tiempo real, Empires permite a sus jugadores comandar ejércitos y atacar enemigos en combate en una completa perspectiva 3D para lograr la victoria. La partida finaliza cuando todos los enemigos del jugador, sean en partida de un solo jugador o Multijugador, se hayan retirado de la batalla. El último jugador en pie se adjudica la victoria. Para ganar, los jugadores deben desarrollar y microgestionar equilibrada y organizadamente los ejércitos. Las unidades del juego son características: terrestre, marítimas y aéreas , cuya disponibilidad depende de la época seleccionada. Estas unidades tienen puntos fuertes y puntos débiles en un formato similar al piedra, papel, tijera: cada tipo de unidad afecta a otras unidades de forma diferente. Cada unidad representa a un soldado o máquina, cuya velocidad y alcance dependerá de su tipo y de la civilización. Una unidad se puede mandar a explorar, hacer guardia, actuar a la defensiva, o actuar de forma agresiva. 
Recursos alimentarios como madera, oro y piedras se requieren en diferentes combinaciones para construir las estructuras y los ejércitos. A lo largo del juego, los ciudadanos que reúnen los recursos los depositan en estructuras llamadas Centros de Ciudad para la mayoría de las civilizaciones.
El modo multijugador de Empires, con la tecnología de GameSpy, está disponible gratuitamente para cualquier jugador que tiene una versión actualizada del juego. Aunque a partir de 2007 este juego ya no cuenta con el apoyo de GameSpy para jugar en línea. De dos a ocho personas u oponentes de inteligencia artificial pueden competir, el multijugador tiene dos opciones de juego: batalla orientada a modo de acción o rápida y batalla orientada hacia la defensa, modo Construir y Atacar. Los modos, las civilizaciones, y tipos de mapas están disponibles en un solo jugador y multijugador . Los mapas son generados al azar para cada partida, pero se ajustan a un accidente geográfico en general elegido por el jugador anfitrión de la partida. El jugador también elige el tamaño del mapa y la cantidad de unidades que cada jugador puede crear. El multijugador ofrece el modo de grupos de jugadores aliados llamados clanes, que aparecen en la lista del clan Empires Heaven.

## Civilizaciones
Hay nueve civilizaciones en Empires. Las cuatro primeras civilizaciones existen de 950 d. C. a 1900 D.C., que abarca las tres primeras edades: la Edad Medieval, la Edad de la Pólvora y la Edad Imperial. Las otras cinco civilizaciones más o menos están entre los años 1900 d. C. a 1950 D.C., que es durante las edades de la Primera Guerra Mundial y la Segunda Guerra Mundial. Los japoneses son adversarios en el modo campaña del juego, pero no son jugables. La progresión de las edades requiere una gran cantidad de recursos, el cual varía de tamaño dependiendo de la edad y tipo de juego. Una vez que una nueva era se ha introducido, nuevas actualizaciones están disponibles. Nuevas actualizaciones de costos de diferentes combinaciones de recursos, que puede hacer cualquier cosa, desde mejorar la tasa de una civilización de pesca a la mejora de las unidades con la tecnología mejorada. Una vez que se produce este cambio, los mayores tipos de unidades no se pueden crear.

## Campañas
Empires cuenta con tres campañas, divididas en escenarios que representan acontecimientos importantes en la historia de cada civilización. 
- 1. Coeur de Lion: El origen de Ricardo Corazón de León (1182-1190)
  1. Corazón del Imperio (1182)
  2. Las dos caras de la moneda
  3. Cuando los leones se reúnen (1183)
  4. El azote de la rebelión
  5. Cambio de suerte (1185)
  6. Corazón de León (1189)
  7. El gambito del rey francés
  8. Negociación y traición

2. El dragón del mar: El almirante Yi Sun-shin y las Guerras Coreanas (1590-1597)
3. Sangre y agallas: El general Patton y su caballería acorazada (1942-1945)

Una campaña personalizada y editor de escenarios también está disponible; varias campañas no oficiales personalizadas y los escenarios están disponibles gratuitamente en sitios web de los aficionados como Empires Heaven.

## Desarrollo
Empires: Dawn of the Modern World se ha desarrollado desde 2002 hasta 2003 por la ahora extinta compañía Stainless Steel Studios. El juego se basa en una versión mejorada del motor de juego Titan que se utiliza en el título anterior de la compañía, Empire Earth. En una entrevista con GameSpot en materia de desarrollo, Rick Goodman dijo: "En mi opinión, la comunidad del desarrollo debe pasar más tiempo con los consumidores ... lo que necesitamos hacer un mejor trabajo para responder a la pregunta: "¿Qué quieren los jugadores?". Utilizing survey results, the studio focused on gameplay, balance, and innovation. Utilizando resultados de la encuesta, el estudio se centró en el juego, el equilibrio y la innovación.
En el E3 de 2003, Stainless Steell Studios da relieve a las diferencias entre las civilizaciones del juego, que fueron creados a partir de un árbol de la civilización, una carta de todas las civilizaciones en el Empire Earth. Jon Alenson, el diseñador jefe, dijo en una entrevista que un árbol de la civilización es "como una cama de serpientes, donde la mayor serpiente más gordo representa la mayor civilización más fuerte". Stainless Steel Studios ha diversificado y equilibrado las civilizaciones más solicitadas en sus foros mediante el uso de diagramas, unidad de familias, las simulaciones tácticas, y pruebas de estrategia. Como complemento de las civilizaciones actualizada, el estudio revisado a gran parte de la tecnología de Empire Earth.
El juego se encuentra disponible en la plataforma Steam desde el 30 de agosto de 2007.

## Crítica
| Publicación         | Puntuación |
| ------------------- | ---------- |
| IGN                 | 8.8 de 10  |
| GameSpy             | 4 de 5     |
| Gamespot            | 8.5 de 10  |
| PC Gamer            | 80%        |
| The Armchair Empire | 8.5 de 10  |

Empires: Dawn of the Modern World recibió reacción crítica positiva. Game Informer nominó un 8.25/10, calificándola que "definitivamente vale la pena su tiempo si te gusta el género ..."; IGN le dio un 8.8/10, consideró "un gran juego de estrategia", y afirmó que "Stainless Steel Studios merece estar orgullosos de su segundo esfuerzo ..."; GameSpy se refiere a ella como "una excelente estrategia en tiempo real".
PC Game World, un sitio de juegos en línea, afirmó que el sonido del juego era "tan bueno como se trata con este tipo de juego, con las explosiones de las armas nucleares, bombas estallando, disparo de armas, la gente golpeando a la gente con espadas". Gamezone le gustó sólo ciertos elementos visuales, alegando que "los antecedentes de los bosques, las praderas y el agua son muy agudos, y son la parte con mejor aspecto del juego".
En un comentario negativo, GameSpot cuestionó la falta del juego de orientación, afirmando que "el manual comienza diciendo lo mismo, y no hay tutorial para caminar a través de los fundamentos ...". Gamezone igualmente señaló que " Como tampoco hay tutorial para hablar de los jugadores que no están familiarizados con el primer juego de imperios, o que son nuevos en estrategia en tiempo real, pueden encontrarse un poco perdidos". PC Gamer declaró: "La unidad de las formaciones son de mala muerte y la búsqueda de caminos es tan tenue como en la mayoría de los juegos de estrategia en tiempo real ... y las misiones son un poco inferiores por ... terrible voz de acción". La revista encontró que el algoritmo de búsqueda de caminos a menudo causa unidades para viajar juntos en una masa desorganizada y en ocasiones tomar rutas más peligrosas de lo necesario para alcanzar posiciones. Computer Gaming World se quejó de que las campañas "son excesivamente historia impulsado e incluyen poco en el camino de la simple acumulación de las misiones y arrasar".
Debido a que los críticos perciben que Empires carecía de innovaciones importantes en el género de estrategia en tiempo real, que a menudo se señala a las comparaciones con otros juegos. señaló: "Es casi imposible escribir sobre Empires ... sin mencionar el último proyecto Stainless Steel Studios, Empire Earth." Muchos se sorprendieron de que el alcance fue menor que el de Empire Earth, pero convino en que el juego se centró más en períodos de tiempo específicos al tener menos años de edad y las civilizaciones. Un crítico llamó al juego como "hombre tonto de Rise of Nations". Stratos Grupo escribió que Empires ha "mapas sólo la tierra, muy pocos, a diferencia de Rise of Nations, que estaba lleno de variedad a este respecto". Las progresiones entre las edades se compararon también: "La rebelión de las Rise of Nations a menudo terminaban en una ráfaga de edad por tierra hasta que cada uno estaba conduciendo tanques, pero el poder ofensivo a disposición del jugador en Empires significa que avanzar a la siguiente edad no es necesariamente la más inmediata prioridad". En cuanto a opciones de la civilización, Stratos declaró que "Después de que el cuerno de la abundancia de opciones disponibles en Rise of Nations (18 cultivos), los cuatro primeros y cinco culturas posteriores de Empires puede parecer un poco pequeño. Esto no es un problema real , sin embargo. Las opciones disponibles son divertidas y variadas". CNET señaló: "El diseño pone bien reconoció la acción histórica en juego y hace un uso creíble de la materia, al tiempo que añade algunos efectos poderosos hechizos como para mantener la acción de interés . Si bien no puede tener la amplitud de la subida del edificio de Rise of Nations "Empires en tiempo real, las ofertas de ámbito estricto de dividendos cuando se trata de batallas de ritmo rápido".